# 2919 Dali
2919 Dali este un asteroid din centura principală, descoperit pe 2 martie 1981, de Schelte Bus.